# Hipnosis
Hipnosis — музыкальный коллектив, изначально созданный в городе Парма, Италия, в 1982 году.
У истоков проекта стояли продюсеры Alessandro Zanni и Stefano Cundari. В начале 80-х годов в Европе был популярен стиль Итало-диско. Hipnosis играл музыку в стиле SpaceSynth — одном из поджанров Итало-диско, основными отличиями которого являются «космические» синтезаторные мотивы и почти полное отсутствие вокала.

## Hipnosis — Memory Records
Первым синглом Hipnosis стали ремиксы популярной электронной мелодии 1976 года «Pulstar» и финальной темы из фильма «Бегущий по лезвию» греческого композитора Vangelis. Аранжировщиком выступил Anfrando Maiola, известный всем как Koto. Сингл был выпущен в 1983 году на собственном музыкальном лейбле S. Cundari — Memory Records, и известном немецком лейбле ZYX Records, специализирующимся на популярной танцевальной музыке. Сингл оказался очень удачным, и был продан в количестве более 200 000 экземпляров. Кроме основного 12" сингла был выпущен и 7" вариант с укороченными треками. Примечательно, что на Memory Records, а также немецкой Ariola и греческом отделении PolyGram, где был издан этот сингл, название коллектива писалось как Hipnosis, а издание от ZYX было озаглавлено Hypnosis.
После первого успеха, в том же году, под маркой Hipnosis выпускается второй сингл, сделанный по той же схеме. Известная электронная мелодия 1976 года француза Jean Michel Jarre — «Oxygene» в современной синтезаторной обработке. Аранжировиком выступил Mirko Dalporto. На второй стороне сингла находилась собственная композиция Mirko Dalporto — «Bormaz». Как и предыдущий сингл, пластинка была выпущена на Memory Records и ZYX Records. Как и в прошлый раз, были выпущены 12" и 7" версии, а издание ZYX называлось Hypnosis.
В 1984 году выходит третий сингл Hipnosis — «Astrodance / Argonauts». Треки были написаны малоизвестными композиторами Jungleib и Misugoromo. Сингл был выпущен только в 12" формате. В этом же году выходит первый и единственный альбом группы, который так и назывался — Hipnosis. Альбом включал в себя пять треков с синглов (кроме «Blade Runner (End Title)»), и четыре ранее не издававшихся трека, так же подписанные Jungleib / Misugoromo.
После выпуска альбома Hipnosis замолчал на три года. Alessandro Zanni и Stefano Cundari в этот момент занимались проектами Koto и Cyber People, игравшими музыку в том же стиле. Только в 1987 году был выпущен ещё один, последний сингл группы — «Droid / Automatic Piano» в 12" и 7" вариантах. Авторами трека Droid указаны Romano Musumarra и Claudio Gizzi, а оригинальная песня была выпущена в 1978 году группой Automat на одноимённом альбоме. Авторы трека Automatic Piano — Mirko Limoni и Stefano Cundari. Кроме Memory Records сингл был издан ещё некоторыми лейблами, но ZYX Records в их число не входила. В конце 1987 — начале 1988 года на шведском лейбле Beat Box, специализировавшемся на ремиксах популярных песен Итало-диско вышел сингл «Droid». На 12" и 7" пластинках находились несколько вариантов трека Droid ремикшированные Fredrik Ramel. На этом оригинальная история Hipnosis заканчивается, и начинается история Hypnosis.

## Hypnosis — ZYX Records
В 1989 году ZYX выкупает все права на каталог Memory Records, включая и права на песни Hipnosis, а Stefano Cundari погибает в автомобильной катастрофе. В 1991 году ZYX Records переиздает альбом 1984 года под названием Hypnosis, включив вместе с девятью оригинальными треками оба трека с последнего сингла — Droid и Automatic Piano. Этот же альбом был переиздан в 2001 году на сублейбле ZYX — Golden-Dance-Classics.
Большая часть песен Hipnosis многократно выходила в различных сборниках как под лейблами ZYX, так и под другими лейблами. Наиболее популярные песни (Pulstar и Droid) время от времени выпускаются на ретро-изданиях до сих пор (2008).
В 1992 году, после переиздания альбома, ZYX решает реанимировать бренд Hypnosis, и приглашает для этого известного исполнителя Italo и SpaceSynth-музыки Humphrey Robertson. Выпускается альбом Lost in Space и одноимённый сингл с тремя ремиксами заглавного трека. Вся работа над альбомом была проведена Хэмфри Робертсоном, который выступил как композитор, аранжировщик и продюсер, и альбом мало отличается от остального его творчества (проекты Daylight, Based on Bass, Ciber People). Альбом получился не очень выразительный, о чём свидетельствует и то, что только заглавная песня удостоилась чести однажды быть изданной на сборнике («Best Of Synthesizer Dance» ZYX Music 1994).
В 1994 году Humphrey Robertson выпускает последний, на данный момент, сингл Hypnosis — «Moving Through The Night» включающем пять миксов. В записи принимала участие певица Silvia. Стиль музыки уже не имеет ничего общего с SpaceSynth, и скорее напоминает Евробит. Сингл более не переиздавался и ни в какие сборники не входил.

## Дискография Hipnosis
Синглы:
- 1983: «Pulstar / Blade Runner (End Title)»
- 1983: «Oxygene / Bormaz»
- 1984: «Astrodance / Argonauts»
- 1987: «Droid / Automatic Piano»

Альбомы:
- 1984: «Hipnosis»
- 1991: «Hypnosis» (Переиздание альбома 1984 года включая сингл 1987 года).

## Дискография Hypnosis
Синглы:
- 1992: «Lost In Space»
- 1994: «Moving Through The Night»

Альбомы:
- 1992: «Lost In Space»

## Стили
- Итало-диско
- Spacesynth